# Видеман, Фриц
Фриц Ви́деман (нем. Fritz Wiedemann; 16 августа 1891, Аугсбург — 11 января 1970, Эггенфельден) — немецкий офицер, адъютант Адольфа Гитлера, впоследствии дипломат. Состоял в длительных отношениях со Стефанией Гогенлоэ.

## Биография
Родился в семье провинциального врача. Получив аттестат зрелости, Фриц Видеман в 1910 году в звании фанен-юнкера поступил на службу в баварскую армию и был зачислен в 3-й пехотный полк имени принца Карла Баварского. В 1912 году окончил военную школу в Мюнхене и получил звание лейтенанта. В Первую мировую войну прибыл служить на Западном фронте только в октябре 1915 года из-за произошедшего с ним несчастного случая и получил должность адъютанта при полковом штабе 16-го резервного пехотного полка, став начальником служившего там же связным Адольфа Гитлера:316.
После войны Видеман и Гитлер поначалу потеряли друг друга из виду: недовольный Веймарской республикой монархист Видеман отказался продолжить военную службу, демобилизовался в звании капитана и работал в сельском хозяйстве в Альгое, затем занимался молочным животноводством в Пфарркирхене. В 1921 году Гитлер и Видеман увиделись на встрече однополчан, и Гитлер предложил Видеману возглавить верховное руководство СА. Видеман отказался, но в 1933 году, когда его молочное хозяйство разорилось, попросил Гитлера о помощи через Макса Аманна. С 1 февраля 1934 года Видеман занял место адъютанта Рудольфа Гесса и спустя несколько дней вопреки действовавшему запрету на приём в партию был принят в НСДАП. Проработав у заместителя фюрера Гесса десять месяцев, Видеман с 1 января 1935 года был назначен адъютантом Гитлера и бригадефюрером НСКК. В 1938 году Видеман стал депутатом рейхстага. На новой должности Видеман выполнял различные зарубежные поручения, в частности, участвовал в подготовке аншлюса Австрии и выступал связным с лордом Галифаксом в Лондоне.
Зарубежные поездки Видемана привели к некоторой дистанции в его отношениях с фюрером. Гитлер всегда называл Видемана «ультрапессимистом», а когда осознал, что его адъютант критически относится к его политике, то 19 января 1939 года снял его с должности и отправил генеральным консулом Германии в Сан-Франциско. В США Видеман окончательно стал противником Гитлера и национал-социализма. Он установил контакт с британскими спецслужбами и убеждал британцев и американцев отказаться от контактов с Гитлером, которому успехи вскружили голову. Видеман передал британцам информацию о германских планах наступления на Великобританию и рекомендовал им как можно скорее ударить по Германии первыми.
В июне 1941 года все консульства Германии в США закрылись, и Видеман 16 июля вернулся в Германию. 7 августа 1941 года он был назначен генеральным консулом Германии в Тяньцзине и вступил в должность 17 декабря. В сентябре 1945 года он был арестован союзниками и перевезён в Германию. 7 октября 1945 года он выступал свидетелем на Нюрнбергском процессе. 5 мая 1948 года был освобождён из заключения. Последние два десятка лет своей жизни Видеман провёл вдали от политики, работая в сельском хозяйстве. Был женат, отец троих детей.

## Сочинения
- Der Mann, der Feldherr werden wollte. Erlebnisse und Erfahrungen des Vorgesetzten Hitlers im 1. Weltkrieg und seines späteren persönlichen Adjutanten. blick + bild Verlag für politische Bildung, Velbert/Kettwig 1964 (Wiedemanns Memoiren).
- Der zweite Kriegswinter bei Fromelles. Архивная копия от 2 апреля 2016 на Wayback Machine In: Fridolin Solleder (Hrsg.): Vier Jahre Westfront. Geschichte des Regiments List R.I.R. [= Reserve Infanterie Regiment]. 16, Max Schick Verlag, München 1932
- Das Gefecht bei Fromelles am 19. und 20. Juli 1916. Архивная копия от 4 марта 2016 на Wayback Machine In: Solleder: Vier Jahre Westfront. 1932, Kapitel 8
- Die Sommeschlacht. Архивная копия от 4 марта 2016 на Wayback Machine In: Solleder: Vier Jahre Westfront. 1932, Kapitel 9
- Auf den Vimyhöhen. Stellungskrieg Oktober 1916 bis Februar 1917. Архивная копия от 4 марта 2016 на Wayback Machine In: Solleder: Vier Jahre Westfront. 1932, Kapitel 10